# Juan Carlos Ferrero
Juan Carlos Ferrero Donat, španski tenisač, * 12. februar 1980, Ontinyent, Španija.
Juan Carlos Ferrero je nekdanja številka ena na moški teniški lestvici in zmagovalec enega posamičnega turnirja za Grand Slam. Uspeh kariere je dosegel z zmago na turnirju za Odprto prvenstvo Francije leta 2003, ko je v finalu v treh nizih premagal Martina Verkerka. Še dvakrat se je uvrsti v finale turnirjev za Grand Slam, leto pred tem ga je v finalu turnirja za Odprto prvenstvo Francije v štirih nizih premagal Albert Costa, leta 2003 pa v finalu turnirja za Odprto prvenstvo ZDA Andy Roddick v treh nizih. Na turnirjih za Odprto prvenstvo Avstralije se je najdlje uvrstil v polfinale leta 2004, na turnirjih za Odprto prvenstvo Anglije pa v četrtfinale v letih 2007 in 2009. 8. septembra 2003 je zasedel prvo mesto na moški teniški lestvici ATP, kjer je ostal do 2. novembra istega leta. Trikrat je s špansko reprezentanco osvojil Davisov pokal.

## Finali Grand Slamov posamično (3)

### Zmage (1)
| Leto | Turnir                    | Nasprotnik v finalu | Rezultat finala |
| 2003 | Odprto prvenstvo Francije | Martin Verkerk      | 6–1, 6–3, 6–2   |

### Porazi (2)
| Leto | Turnir                    | Nasprotnik v finalu | Rezultat finala    |
| 2002 | Odprto prvenstvo Francije | Albert Costa        | 1–6, 0–6, 6–4, 3–6 |
| 2003 | Odprto prvenstvo ZDA      | Andy Roddick        | 3–6, 6–7(2–7), 3–6 |